# 布洛德文峰
布洛德文峰（英語：Blodwen Peak）是南極洲的山峰，位於亞歷山大一世島東岸，處於胡夫峰西北面2公里和皮爾斯穹以西1.1公里，海拔高度914米，現時由南極條約體系管理。